# بارجة فئة كونيغ

الراية الحربية بحرية الإمبراطورية الألمانية خلال 1903–1919.

فئة كونيغ (König class) كانت مجموعة من أربعة بوارج بنيت من أجل البحرية الامبراطورية الألمانية خلال الحرب العالمية الأولى. الفئة تألفت من أربع بوارج ضخمة هي كونيغ وغروسر كورفورست وماركجراف وكرونبرينز. التي هي من أقوى سفن أسطول البحار العليا الألماني منذ اندلاع وبداية الحرب في سنة 1914، تم تفعيل الفئة كوحدة طوال فترة الحرب العالمية الأولى في مجموعة السفن في (V) من أسطول المعركة الثالث. أخذت السفن الأربعة دورا في بعض العمليات البحرية خلال الحرب العظمى، مثل معركة يوتلاند، حيث كانت السفن الأربعة في مقدمة خط المعركة والمواجهة. نجت السفن الأربعة من المواجهات البحرية التي حدثت حتى دخلت السفن إلى سكابا فلو في نوفمبر 1918. كل السفن الأربعة تم إغراقها في 21 يونيو 1919 بأمر من الأدميرال المسؤول عن المؤخرة لودفيغ فون رويتر مع كل القطع البحرية المتبقية من أسطول البحار العليا لمنع البريطانيين من الاستلاء على السفن في الأسطول.
فئة كونيغ كانت تطويرا وتحديثا للأسطول البحري الألماني الذي كان يملك فئة قيصر الأقدم منها، ومن التحديثات الرئيسية في الفئة كونيغ إزالة بطارية المدفع الرئيسي. حيث كانت سفن فئة القيصر لها عشرة مدافع 30.5 سم (12 إنش) SK L/50 على خمسة أبراج مزدوجة، وتوزيعها كان بحيث يتموضع برج في مقدمة السفينة، واثنان في الخلف في وضعية القوة النارية القصوى، والأخران في منتصف البارجة على الجناح. أما بالنسبة لفئة كونيغ، فقد تم وضع أحد الأبراج الجناحية في منطقة القوة النارية القصوى، وأما الأخر فقد تم تركيبه في منتصف البارجة البحرية بين المدخنتين. هذا سمح بتوفير زاوية كبرى تطل على منطقة واسعة من محيط البارجة فئة كونيغ.

## التصميم
خولت بوارج فئة كونيغ تحت التعديل الثاني للقانون البحري، الذي مرر سنة 1908 كتجاوب بسبب الثورة التكنولوجية التي طرأت مع نزول البارجة البريطانية إتش إم إس دريدنوت (HMS Dreadnought) في سنة 1916. حيث كانت بشكل عام السفن المشابهة والمماثلة للدريدنوت كبيرة بشكل ملحوظ وهذا يقتضي تكلفة عالية للتصنيع وجهد كبير للتغشيل، أكثر من سابقاتها البوارج قبل-دريدنوت. لذلك وكنتيجة لما سبق، كانت المخصصات المالية سنة 1906 المدفوعة للبحرية الألمانية تنفذ قبل أن تأتي الدفعة التالية سنة 1911. وبسبب هذه القلة المالية تم تقليل الفترة الخدمية للبوارج الحربية من 25 سنة إلى 20 سنة في محاولة ضغط على الرايخستاج لزيادة المخصصات المالية الممنوعة للبحرية الألمانية. ولزيادة الضغط على الرايخستاج هدد وزير الدولة التابع للبحرية الألمانية ألفريد فون تربيتز بتقديم استقالته إذا لم يتم تمرير قرار المشروع القاضي بزيادة المخصصات المالية للبحرية. تم تمرير قرار المشروع في مارس سنة 1908.
هذا التخفيض في عمر الفترة الخدمية للسفن الحربية استدعى استبدال فئات سفن الدفاع الساحلية سيغفريد وأولدنبورج إضافة إلى فئة بوارج براندنبورغ. في شروط التعديل الأول للقانون البحري سنة 1906، فشل فون تربيتز في زيادة المخصصات، أما الآن فقد نجح. حيث تم زيادة ميزانية الدولة الممنوحة للبحرية بواقع مليار مارك. بعد استبدال الفرقاطات المدرعة فئة ساكسون بأربع قطع من فئة ناسو، وستة قطع من فئة سيغفريد تم استبدالها بفئة هيلجولاند وقيصر، وبقي أن يتم استبدال بوارج فئات براندنبورغ القديمة.

### الخصائص العامة

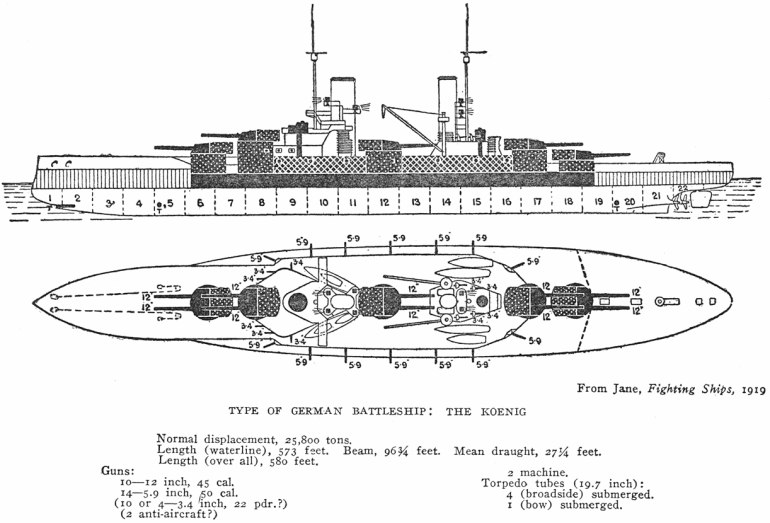
منظر مشروعي وارتفاعي لسفينة من فئة كونيغ، من السفن المقاتلة لجين، تظهر الأبراج الخمسة موزعة على البارجة، اثنين في الأمام وواحدة في الوسط بين المدخنتان واثنين عند مؤخرة السفينة

فئة كونيغ لها طول خط مائي يبلغ 174.7 م وطول شامل يبلغ 175.4 م. وعرض 19.5 م،

### التسليح

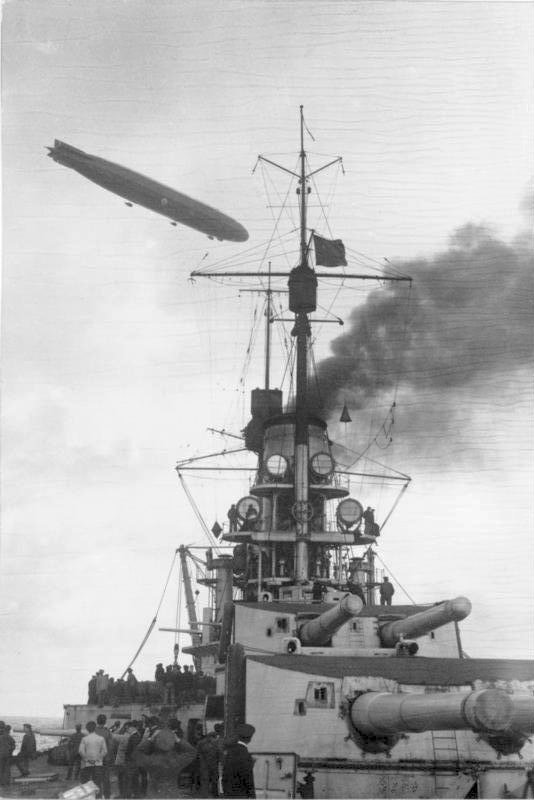
الأبراج الخلفية للبارجة غروسر كورفورست

تم تسليح بوارج فئة كونيغ ببطارية رئيسية مؤلفة من 10 مدافع 30.5 سم (12 إنش) SK L/50 على خمسة أبراج مزدوجة. حيث تم تركيب برجين على مقدمة السفينة ليشكلوا زوج القوة النارية القصوى، أما البرج الثالث فبين المدخنتين في وسط السفينة، والرابع والخامس على مؤخرة السفينة. يوجد تحت كل برج غرفة عمل متصلة بألة رفع دائرية للذخيرة تقود إلى المخزن الذي هو أسفل منه. كانت الأبراج تدار وتشغل كهربائيا، على الرغم من أن المدافع ترتفع هيدروليكيا. ومن أجل تقليل احتمال وإمكانية نشوب حريق في السفينة، تم صناعة جميع أجزاء البرج من الفولاذ. حيث كان هذا تحديث عن نظيرنها السابقة فئة القيصر. وتستطيع جميع المدافع العشرة إطلاق النار من أحد جوانب السفينة، وأربعة مدافع تطلق القذائف بشكل مباشر نحو الأمام، على عكس فئة القيصر التي تستطيع إطلاق النار من مدفعين فقط. زودت المدافع العشرة ب 900 طلقة (قذيفة)، أي 90 طلقة لكل مدفع واحد. ولمدفع ال30.5 سم معدل للنيران يتراوح معدله بين 2-3 قذيفة خارقة للدروع لها وزن 405.5 كغ (894 باوند) لكل دقيقة.

## البناء
كونيغ, السفينة القائدة لبقية الفئة، بنيت في حوض بناء السفن الامبراطوري في فيلهايمسهافن، تحت رقم التصنيع 33، تم النص عليها في 1911 وأطلقت إلى البحار في الأول من مارس سنة 1913، وفوضت في الأسطول في 9 أغسطس 1914. غروسر كورفورست، التي كانت السفينة الثانية في الفئة، بنيت في حوض بناء السفن ايه جي فولكان في هامبروج، تحت رقم التصنيع 4، وتم النص عليها أيضا سنة 1911، وأطلقت في الخامس من مايو 1913، وفوضت قبل كونيغ في 30 يوليو سنة 1914. ماركجراف بنيت في حوض السفن أيه جي ويسر في بريمن، تحت رقم التصنيع 186. تم النص عليها سنة 1911، وأطلقت في الرابع من يونيو سنة 1913، وفوضت في واحد أكتوبر سنة 1914، بعد اندلاع الحرب بوقت قصير. كرونبرينز، أخر سفينة من الفئة، تم النص عليها سنة 1912 في حوض بناء السفن جيرمانيافيرفت في كييل، أطلقت في 21 فبراير سنة 1914 وفوضت بعد 9 أشهر في الثامن من نوفمبر.

## تاريخ الخدمة

### الغارة على سكاربورو وهارتلبول ووايتباي
أول وأكبر عملية بحرية شاركت فيها بوارج فئة كونيغ كانت الغارات التي حدثت على سكاربورو وهارتلبول ووايتباي في 15-16 ديسمبر سنة 1914. جرت الغارات بشكل رئيسي وبتنفيذ مجموعة الاستكشاف الأولى (I Scouting Group). بوارج فئة كونيغ، وبجانب فئات ناسو وهيلجولاند وقيصر. قرر قائد أسطول البحار العليا الأدميرال فريدريش فون إنونول إتخاذ الموقع تقريبا في وسط بحر الشمال، حوالي 130 ميلا شرق سكاربورو.
البحرية الملكية، علمت بأن هناك ما يدور في ذهن الألمان بعد أن استطاعوا الاستيلاء على كتب الشفرات والرموز المستخدمة في تشفير الرسائل المرسلة من سفينة ماجدبورغ. لكن البحرية الملكية لم تعرف المكان المقصود من تلك العملية المرقوبة. لذلك وبناء على المعلومات المتوفرة، تم إصدار أمر إلى الأدميرال ديفيد بيتي المسؤول عن الأسطول الأول من السفن الحربية (Battlecruiser) وبصحبته ستة بوارج حربية من أسطول المعركة الثاني، وبضعة سفن حربية أخرى وبعض المدمرات البحرية اعتراض السفن الألمانية.

### قصف يارموث وويستوفت
أخذت سفن فئة كونيغ أدوار أخرى في الغارات التي حدثت على الساحل الإنجليزي، وأيضا كقوة مساعدة ومساندة لمجموعة الاستكشاف الأولى.